# Floating Arena
Floating Arena – kryty obiekt pływacki w Szczecinie, w Polsce. Został otwarty 6 listopada 2010 roku. Obiekt może pomieścić 1760 widzów.
Kryty, 50-metrowy basen pływacki spełnia wszystkie normy klasy olimpijskiej. Basen wyposażony jest m.in. w ruchomy pomost, umożliwiający skrócenie długości torów. Wzdłuż basenu, po obu stronach, usytuowane są dwie trybuny mogące łącznie pomieścić 1760 widzów.
Kryta pływalnia została wybudowana na terenie powstałego w latach 60. XX wieku kompleksu sportowego Szczeciński Dom Sportu („SDS”), w miejscu odkrytego basenu, który zlikwidowano w związku z budową nowego obiektu. Autorami projektu nowej pływalni byli Marek Orłowski i Marek Szymański wraz z zespołem (pracownia Orłowski Szymański Architekci). Umowę na budowę basenu podpisano 10 lutego 2009 roku z firmą Eiffage Budownictwo Mitex SA. 14 maja 2009 roku wmurowano kamień węgielny i złożono akt erekcyjny. Koszt budowy wyniósł 62 mln zł, a inwestycję sfinansowano ze środków publicznych. W październiku 2010 roku obiekt był gotowy w stanie surowym. 6 listopada 2010 roku dokonano uroczystego otwarcia basenu. Na inaugurację przygotowano m.in. zawody dla dzieci i młodzieży, widowisko z występem pływaczek synchronicznych wzbogaconym o pokaz świateł i laserów oraz mecz piłki wodnej Polska – Dania, zakończony wynikiem 13:13. Nazwę obiektu (Floating Arena) wyłoniono niedługo przed jego otwarciem, w drodze głosowania internetowego. W grudniu 2011 roku na obiekcie odbyły się mistrzostwa Europy w pływaniu na krótkim basenie.
Na Floating arena ćwiczy klub piłki wodnej: Arkonia Szczecin. Ten basen już od wielu lat przyjmuje trzynastokrotnych zwycięzców mistrzostw Polski i jest jednym z największych basenów piłki wodnej ustępując tylko Termom Maltańskim w Poznaniu.